# Internationales Freundschaftsheim
Das Internationale Freundschaftsheim (IFH) war ein Ensemble von Wohn- und Seminarhäusern  auf dem Weinberg in Bückeburg in Niedersachsen. 
Die Entstehung des 1948 gegründeten Heims ist eng mit der Person des Pfarrers Wilhelm Mensching verknüpft. Er schuf die Einrichtung als Reaktion auf den Zweiten Weltkrieg und als Symbol des Neuanfanges. Bereits vor dem Krieg war Mensching im Internationalen Versöhnungsbund tätig. Mit Hilfe von Unterstützern aus dem Versöhnungsbund sowie Spenden aus der Region und der ganzen Welt konnte in der Folgezeit ein Ensemble von Wohn- und Seminarhäusern errichtet werden, wo zahlreiche Tagungen, Kurse und Bildungsveranstaltungen stattfanden. Die Teilnehmer
widmeten sich den Themen Friedensarbeit und Gewaltlosigkeit, regelmäßig mit internationaler Beteiligung.
Träger des Freundschaftsheims war zunächst ein Verein, dem ein Kuratorium vorstand. Ab 1965 existierte ein Förderkreis für das Freundschaftsheim, von 1966 unterstützten die Evangelische Kirche in Deutschland (EKD) und die Evangelische Kirche der Union das Heim. In den 1970er Jahren erfolgte die Umwandlung der Einrichtung in eine Heimvolkshochschule, die Betreuung von Kriegsdienstverweigerern gewann an Bedeutung. Trotz teils hoher Auslastung war das Freundschaftsheim früh von Schließung oder Übernahme bedroht. 1986/87 kam es zu Aufgabe und Abriss der Einrichtung, zu der eine Zeit lang auch die Weinberg-Mühle gehörte.
Am Kreisel Weinberg in Bückeburg erinnert eine Gedenktafel an die Einrichtung.